# 7a Divisió de Voluntaris de Muntanya SS Prinz Eugen
7a Divisió de Voluntaris de Muntanya SS Prinz Eugen va ser una unitat de les Waffen SS, de tipus Divisió, que va combatre a les files de l'Alemanya nazi durant la Segona Guerra Mundial des de la seva creació el març de 1942 fins a la rendició de les restes de la unitat a l'Exèrcit Roig al final de la guerra, l'abril de 1945. Estava formada inicialment per voluntaris d'origen ètnic alemany (Volksdeutsche) procedents dels Balcans, especialment de Sèrbia i Croàcia.

## Historial militar
La unitat es va constituir en el mes de març de l'any 1942, formada per voluntaris alemanys ètnics procedents especialment de Sèrbia i Croàcia. Des del primer moment, la unitat va ser destinada a les operacions contra els partisans dels Balcans, i és en aquesta mena d'operacions, a l'octubre de 1942, quan la Divisió va rebre la seva bateig de foc mentre patrullava en les muntanyes en la zona fronterera entre Sèrbia i Montenegro.
Poc després d'aquesta acció, la Divisió va ser enviada a l'àrea de Zagreb-Karlovac, prenent part en la Fall Weiß al costat d'altres unitats alemanyes, amb l'objectiu de destruir les tropes partisanes de Josip Broz, més conegut com a Tito. En els mesos següents, la unitat va quedar agregada al Grup d'Exèrcits I, i el maig de 1942 va prendre part en una nova operació contra els partisans, l'Operació Schwarz, fou traslladada al nord de Sarajevo i seguidament a la zona de Mostar. Successivament va ser enviada després a Dalmàcia per a desarmar als soldats italians després de la signatura de l'armistici de Cassibile el dia 8 de setembre, ocupant Split, les ciutats de Brazza, Hvargrad, l'illa de Korčula i la península de Pelješac.
Durant el desarmament de les tropes italianes, en no rendir-se amb la rapidesa que les SS consideraven necessària la Divisió d'Infanteria Bergamo, que al costat d'altres unitats italianes es trobava desplegada en la ciutat adriàtica de Split, es va produir la massacre de Trily, durant la qual va ser assassinada la major part de l'oficialitat de la Divisió italiana, a més d'altres oficials pertanyents a unitats auxiliars o presents circumstancialment, un total de 3 generals i 47 oficials superiors o subalterns. El desembre de 1943, la Divisió va prendre part en una nova operació ofensiva contra els partisans iugoslaus de Tito, operació que tampoc va assolir complir els objectius assignats per l'Alt Comandament alemany. El gener de 1944, la Prinz Eugen va ser enviada a la zona de Split i Dubrovnik per a un nou període d'entrenament, així com per a ser reorganitzada i rebre nou equipament. En el mes de març, la Divisió va reprendre la lluita contra els partisans a Bòsnia i Hercegovina, i al maig el desenvolupament de les operacions va conduir la unitat fins a Drvar.
No obstant això, la Divisió va ser destinada seguidament a la lluita en el Front Oriental, davant el ràpid i perillós avanç de les tropes soviètiques de l'Exèrcit Roig i búlgares, després del canvi de bàndol d'aquest últim país (vegeu Bulgària durant la Segona Guerra Mundial). El setembre de 1944, la Divisió va jugar el paper més important de la seva curta història, quan, al costat d'altres unitats de les Waffen SS, va ajudar a mantenir obert un passadís per a permetre a uns 350.000 soldats alemanys, que es trobaven a Grècia com a forces d'ocupació, escapar de l'amenaça de cèrcol per l'avanç de l'Exèrcit Roig. Es tractava de mantenir obert el pas per la vall del Vàrdar, a Macedònia.
Després d'assolir-se l'èxit en l'operació, la Prinz Eugen va cobrir la retirada de l'Exèrcit alemany, participant en constants accions de rereguarda des de Čačak, passant per Brčko i travessant el riu Drina. El gener de 1945, la Divisió va encaixar l'atac dels partisans de Tito, en la presa de Otok, sent posteriorment destinada a Vukovar, on havia de frenar l'avanç combinat de les tropes soviètiques i dels partisans de Tito. Entre febrer i abril de 1945, la Divisió va sostenir constants combats contra els soviètics i els partisans, sorprenent-li el final de la guerra a Eslovènia.

## Teatres d'operacions
- Sèrbia i Croàcia (control del territori i operacions contra els partisans), de novembre de 1942 a febrer de 1945, on participaren, entre d'altres, a les Batalles del Neretva i Sutjeska, a Hercegovina.
- Front Oriental, de març a maig de 1945.

## Condecorats
Un total de sis components de la unitat van ser condecorats amb la Creu de Ferro.

## Comandaments
- SS-Obergruppenführer Arthur Phelps (30 de gener de 1942 a 15 de maig de 1943).
- SS-Brigadeführer Karl Reichsritter von Oberkamp (15 de maig de 1943 a 30 de gener de 1944).
- SS-Brigadeführer Otto Kumm (30 de gener de 1944 a 20 de gener de 1945).
- SS-Brigadeführer August Schmidthuber (20 de gener de 1945 a 8 de maig de 1945)